# Allium ertugrulii
Allium ertugrulii là một loài thực vật có hoa trong họ Amaryllidaceae. Loài này được Demir. & Uysal mô tả khoa học đầu tiên năm 2007.